# Liste der Monuments historiques in Montréverd
Die Liste der Monuments historiques in Montréverd führt die Monuments historiques in der französischen Gemeinde Montréverd auf.

## Liste der Bauwerke
| Bezeichnung               | Beschreibung | Standort                        | Kennzeichnung | Schutzstatus | Datum | Bild           |
| ------------------------- | ------------ | ------------------------------- | ------------- | ------------ | ----- | -------------- |
| Menhir de la Petite-Roche |              | Saint-André-Treize-Voies (Lage) | PA00110224    | Classé       | 1989  | weitere Bilder |
| Schloss La Chabotterie    |              | Saint-Sulpice-le-Verdon (Lage)  | PA00110264    | Inscrit      | 1958  | weitere Bilder |